# 하노사우루스

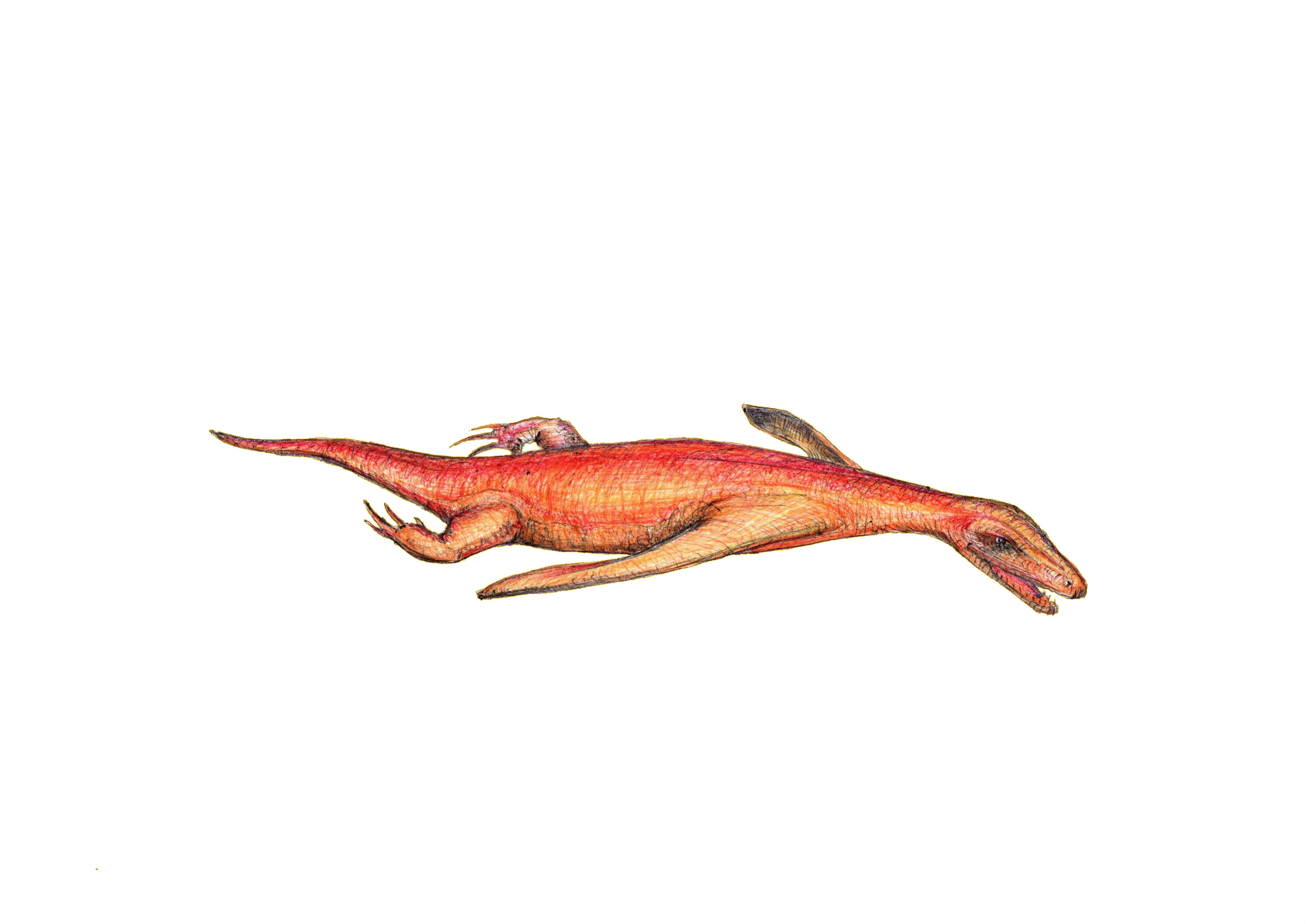

하노사우루스(학명:Hanosaurus hupehensis)는 기룡목 노토사우루스과에 속하는 기룡이다. 지금은 멸종된 종으로 몸길이가 2~3m인 중형급 기룡에 속한다.

## 특징
하노사우루스는 바다에서 살았던 기룡인 공룡이다. 생존했던 시기에는 몸의 전체가 빨간색의 피부로 덮여 있었을 것으로 보이며 확장된 두개골을 가진 것이 특징이다. 앞다리는 노의 모습으로 진화하여 더욱 긴 것이 특징이며 뒷자리는 더 짧고 일반적인 다리의 모습을 하고 있는 것이 특징이다. 발은 물갈퀴의 모습을 하고 있으며 이를 통해 수영을 했을 것으로 보인다. 양턱에는 크고 날카로운 삼각형의 톱니 모양을 가진 이빨들이 있으며 이를 통해 먹이를 사냥했을 것으로 추정이 된다. 먹이로는 당대에 서식했던 물고기, 갑각류, 무척추동물을 주로 잡아먹었을 육식성의 포식자로 추정되는 종이다.

## 생존시기와 서식지와 화석의 발견
하노사우루스가 생존하던 시기는 중생대의 트라이아스기 후기로서 지금으로부터 2억년전~1억 8천만년전에 생존했던 종이다. 생존했던 시기에는 중국을 중심으로 하는 아시아의 대륙에 근접한 인도양과 서부 태평양에서 주로 서식했던 종이다. 화석의 발견은 1972년에 중국의 트라이아스기에 형성된 지층에서 중국의 고생물학자인 영에 의해 처음으로 화석이 발견되어 새롭게 명명된 종이다.

## 같이 보기
- 파충류
- 중생대
- 트라이아스기
- 기룡
- 공룡
- 화석